# De Bus (televisieprogramma)
De Bus was een televisieprogramma dat te zien was in Nederland en België. Het was een variant op de succesvolle realityshow Big Brother. Het eerste seizoen in het begin van 2000 was alleen in Nederland te zien bij SBS6, het tweede seizoen, in het najaar van 2000, was ook te zien op de Vlaamse zender VT4. De oorspronkelijke werktitel voor dit programma was De Gouden Kooi, wat tevens de werktitel voor Big Brother was en niet te verwarren met het latere realityprogramma van John de Mol.

## Programmaopzet
Vlak nadat de reallifeserie Big Brother was afgelopen, volgde al het volgende verwante project met deelnemers die voor de camera's lange tijd in een kleine ruimte op elkaar waren aangewezen. SBS6 zond op 14 februari 2000 de eerste aflevering uit. Aan boord van een luxe dubbeldekker van 18 meter lang, 2,5 meter breed en 4 meter hoog bevonden zich 11 zeer uiteenlopende passagiers die gedurende 16 weken met elkaar moesten leven. Slechts af en toe mochten ze hun rijdend onderkomen verlaten, voor een opdracht om daarmee geld te verdienen voor het huishoudbudget of voor de "uitbraak" waarbij twee passagiers samen 's avonds uit mochten gaan. De passagiers moesten elk een borg storten van 6000 gulden die in de jackpot zou verdwijnen, mochten ze het programma op eigen initiatief verlaten. Gedurende de tocht stemden de deelnemers zelf hun busgenoten weg, na een nominatie door de kijkers die daarvoor naar een speciaal telefoonnummer konden bellen (in Big Brother nomineerden de bewoners, waarna de kijkers iemand wegstemden). De uiteindelijke winnaar werd door de kijkers gekozen tijdens een speciale live-uitzending. De slogan van het programma was: de Bus... je zal er maar in zitten! Het was de bedoeling dat de bus gedurende zo'n honderd dagen kriskras door Nederland zou rijden, om te stoppen op spectaculaire locaties. De passagiers waren (behalve wanneer de bus onderweg was) 24 uur per dag te volgen via streaming video op internet. De Bus had een dagelijkse uitzending van een half uur, en iedere maandagavond werd een lange special uitgezonden. De presentatie was in handen van Sylvana Simons, er was een psycholoog, Bert Troost, beschikbaar voor de deelnemers en de productie werd uitgevoerd door John de Mol Produkties.

## Eerste seizoen
De Bus vertrok onder grote belangstelling en de eerste uitzending trok 875.000 kijkers. Na niet al te lange tijd ontstonden er echter problemen rond het programma. Zo waren er regelmatig ruzies, gevoed door het (verbaal-)agressieve gedrag van een van de passagiers, de Bosnische Mirsad Baliç ("Šeki", uit te spreken als "Sjekkie"). Het grove taalgebruik van de passagiers leidde ook tot klachten bij SBS6, waarop de zender zich genoodzaakt zag hen hierop aan te spreken en te dreigen met maatregelen. In Den Haag stond de bus op het dak van de MegaStores in de stad, toen enkele tientallen ADO-fans door de hekken braken, bouwmaterialen gooiden en allerlei verwensingen uitten. De dag daarop werd de bus bestookt met lawinepijlen en bekogeld met stenen. De bus keerde daarom terug naar Arnhem. Ook in Alkmaar moest de Bus de stad voortijdig verlaten na door een groep jongeren bekogeld te zijn met stenen, waardoor een van de ramen sneuvelde. Door deze en andere incidenten met het publiek werd besloten de bus op meer afgesloten of afgelegen plaatsen te laten staan, waaronder zelfs België en Duitsland.
Op 25 maart verliet Šeki plotseling onder onduidelijke omstandigheden de bus. Hij zou naar eigen zeggen geen enkel plezier meer beleven aan zijn verblijf in de bus, waar ruzies vanaf het begin schering en inslag waren. "Ik voelde het meer als een oorlog dan als een leuk experiment. Ik was gewoon met het verkeerde programma bezig. Dit past niet bij mij", aldus Šeki die na zijn gesprek met de psycholoog Bert Troost van het programma binnen een kwartier was verdwenen. Zijn 6000 gulden inleggeld ging zogenaamd in de jackpot. In een interview met de winnaar van het eerste seizoen van Big Brother, Bart Spring in 't Veld, vertelde Šeki echter dat SBS6 hem in dat gesprek had gevraagd naar zijn criminele verleden, iets wat hij ontkende te hebben. Vervolgens zou SBS6 met het verhaal zijn gekomen een anoniem telefoontje te hebben ontvangen van iemand die beweerde dat hij (Šeki) een crimineel verleden zou hebben. Daarop zou hem de keuze zijn gegeven "vrijwillig" op te stappen in ruil voor teruggave van zijn inleggeld plus een "oprotpremie" van 7000 gulden, of door een arrestatieteam uit de bus te worden gehaald, waarop Šeki ervoor zou hebben gekozen om "vrijwillig" te vertrekken. Opmerkelijk is ook dat Šeki niet aanwezig was in de finale-uitzending van het programma en dat presentatrice Sylvana Simons daar niets over zei, terwijl ze wel zei waarom Bülent en Paul afwezig waren. Ook werd er tijdens de uitzending uitgebreid teruggeblikt, maar werden daarbij nauwelijks beelden van Šeki getoond.
Op 6 april ontstond er opnieuw opschudding toen bleek dat een van de andere passagiers, Jop, een strafblad had wegens mishandeling en dit verzwegen had voor de programmamakers tijdens het antecedentenonderzoek. Hij moest De Bus gedwongen verlaten, wat leidde tot een emotioneel afscheid van zijn medepassagiere Antonette, met wie hij inmiddels een relatie had opgebouwd. Deze werd na het programma voortgezet maar bleef uiteindelijk niet. Ook de andere passagiers waren emotioneel over het gedwongen vertrek van Jop, waardoor een aantal van hen zelfs voorstelde om dan allemaal maar het programma te verlaten. De week daarop stapte de van oorsprong Turkse Bülent zelf vrijwillig op. Deze Amsterdamse politieagent liet weten dat hij zijn gevoelens voor zijn medepassagiere Esmeralda niet meer in de hand had. Mogelijk speelde ook mee dat alle commotie rondom het programma schadelijk kon zijn voor zijn carrière als politieagent. Voor elke vroegtijdig vertrokken passagier (Šeki, Jop en Bülent) kwamen er twee nieuwe passagiers, waarvan de zittende passagiers er een moesten wegstemmen. Voor Šeki kwamen Nanda en Bianca, waarvan Bianca mocht blijven, voor Jop kwamen Paul en Eric, waarvan Eric mocht blijven en voor Bülent kwamen Don en Mike, waarvan Mike mocht blijven.
Uiteindelijk won op 5 juni Antonette Sterrenburg De Bus. De 24-jarige kapster uit Woudrichem ontving 1 miljoen gulden bruto voor haar verblijf van bijna vier maanden in de bus. Ze werd door de televisiekijkers verkozen boven Iwan en Tessa, nadat de andere passagiers al eerder uit de bus waren gestemd. Opvallend blijft nog altijd dat de bij het publiek zeer populaire Eric als vierde eindigde. Op internet gonsde het van geruchten dat de telling van de stemmen niet eerlijk was gebeurd.
Het geldbedrag dat de winnaar van De Bus zou krijgen, zou worden bepaald door de kijkcijfers, waarbij SBS6 ervan uitging dat zo het maximum van 1 miljoen gulden bereikt zou worden. De kijkcijfers van De Bus vielen echter het hele seizoen fors tegen, waardoor de uiteindelijke hoofdprijs ver beneden de verwachte 1 miljoen gulden zou blijven. Hierop werd besloten het bedrag op te hogen naar 1 miljoen gulden, omdat de kijkcijfers zogenaamd achter waren gebleven vanwege het mooie weer. Ondanks tegenvallende kijkcijfers was het programma voor SBS6 een succes. Door het uitzenden van het programma verdubbelde de zender bijna haar marktaandeel. Ook de neveneffecten van de Bus waren groot. De titelsong van het programma, 'Miles Away from Nowhere' van de Golden Earring, haalde moeiteloos de hitlijsten, er verscheen een Bus-cd Hits for the Road en DJ Madman scoorde een hit met de single Sex in de Bus. Het grootste succes was weggelegd voor passagier Jop, die met het nummer Jij bent de zon, dat hij in de Bus bijna elke dag voor zijn geliefde Antonette had gezongen, wekenlang de nummer 1-positie bekleedde. Naast Jop wist ook passagier Eric na zijn vertrek uit het programma een hit te scoren. Hij werd na De Bus onder contract bij Dino Records genomen en bracht een single genaamd "Leven" uit. Deze haalde net zoals Jops single de Top 100. Zijn hoogtepunt was een optreden in het Holland Heineken House bij de Olympische Spelen in Sydney. Echter ook van deze "artiest" is na een tijd niets meer vernomen in de hitlijsten. Ook de passagiers Šeki ("Vamos snel de bus uit" op de melodie van het nummer: "Vamos a la playa" van Righeira) en Aziz brachten een single uit. Daarnaast verschenen er diverse cd-compilaties, zoals De Feestbus met daarop nummers die door de passagiers min of meer geadopteerd werden en veelvuldig door de Bus schalden zoals Een bossie rooie rozen van Alex. Esmeralda sloeg een aanbod voor een naaktreportage in de Playboy af, maar verscheen wél met bikini aan in het blad Aktueel waarin zij ook geïnterviewd werd. Antonette opende een eigen "knipcafé" in Den Bosch en won in 2005 de landelijke knipkampioenschappen de "Wella Trend Vision Award".

### Verloop eerste seizoen
| week  | periode                   | locatie                                | gebeurtenis                                                                          |
| ----- | ------------------------- | -------------------------------------- | ------------------------------------------------------------------------------------ |
| 1     | 14 februari - 20 februari | Heerenveen; Thialf                     | 20 februari: exit Esmee                                                              |
| 2     | 20 februari - 27 februari | Groningen; Eemshaven                   |                                                                                      |
| 3     | 27 februari - 5 maart     | Hilvarenbeek; Centrum                  | 5 maart: exit Bart                                                                   |
| 4     | 5 maart - 12 maart        | Arnhem; Burgers Zoo                    |                                                                                      |
| 5     | 12 maart - 14 maart       | Den Haag; MegaStores                   | 14 maart: wegens ongeregeldheden voortijdig de stad verlaten                         |
| 5     | 14 maart - 19 maart       | Arnhem; Burgers Zoo                    |                                                                                      |
| 6     | 19 maart - 21 maart       | Alkmaar; Boekelermeer                  | 20 maart: exit Willeke; 21 maart: wegens ongeregeldheden voortijdig de stad verlaten |
| 6     | 21 maart - 26 maart       | Baarn                                  | 25 maart: verwijdering Šeki                                                          |
| 7/8   | 26 maart - 5 april        | Enschede; Miracle Planet               | 3 april: exit Aziz                                                                   |
| 8     | 5 april - 9 april         | Durbuy; Ardennen                       | 6 april: verwijdering Jop; entree Nanda en Bianca                                    |
| 9     | 10 april - 14 april       | Durbuy; Ardennen                       | 10 april: exit Nanda; entree Paul en Eric; 12 april: exit Paul                       |
| 9/10  | 14 april - 21 april       | Autotron, Rosmalen                     | 14 april: vrijwillige exit Büllent                                                   |
| 10/11 | 21 april - 1 mei          | Kalkar, Duitsland                      | 22 april: entree Don en Mike; 24 april: exit Don en Bianca                           |
| 12    | 1 mei - 5 mei             | TT-circuit, Assen                      |                                                                                      |
| 12/13 | 6 mei - 15 mei            | Slagharen                              | 8 mei: exit Mike                                                                     |
| 14    | 15 mei - 19 mei           | Hollum, Ameland                        |                                                                                      |
| 14/15 | 19 mei - 28 mei           | Arcen, Limburg                         | 22 mei: exit Esmeralda; 28 mei: exit Eric                                            |
| 15    | 29 mei - 5 juni           | Diverse korte stops naar Hilversum toe | 5 juni: Finale - Tessa en Iwan verliezen van Antonette                               |

### Deelnemers eerste seizoen
| Deelnemer              | Beroep                          | Duur verblijf                                 |
| ---------------------- | ------------------------------- | --------------------------------------------- |
| Antonette Sterrenburg  | kapper                          | 14 februari - 5 juni, winnaar fl 1.000.000    |
| Iwan Scholtens         | horecamanager                   | 14 februari - 5 juni, finalist, 2e            |
| Tessa van Leijenhorst  | schoonheidsspecialiste          | 14 februari - 5 juni, finalist, 3e            |
| Eric van de Kamp       | ondernemer in zijden decoraties | 10 april - 28 mei, weggestemd                 |
| Esmeralda Guichelaar   | medewerkster videotheek         | 14 februari - 22 mei, weggestemd              |
| Mike van Wieringen     | tennisleraar                    | 22 april - 8 mei, weggestemd                  |
| Bianca Boersma         | (onbekend)                      | 6 april - 24 april, weggestemd                |
| Don Vleesenbeek        | student pedagogiek              | 22 april - 24 april, weggestemd               |
| Bülent Aydin           | politieagent                    | 14 februari - 14 april, vrijwillig vertrokken |
| Paul Nicke             | beveiligingsmedewerker          | 10 april - 12 april, weggestemd               |
| Nanda Rosing           | lerares                         | 6 april - 10 april, weggestemd                |
| Jop Nieuwenhuizen      | barman                          | 14 februari - 6 april, verwijderd             |
| Aziz Trizit            | (onbekend)                      | 14 februari - 3 april, weggestemd             |
| Mirsad "Šeki" Baliç    | havenarbeider                   | 14 februari - 25 maart, verwijderd            |
| Willeke van den Bogert | verzorgster                     | 14 februari - 21 maart, weggestemd            |
| Bart van Lieshout      | kok                             | 14 februari - 5 maart, weggestemd             |
| Esmee                  | stewardess                      | 14 februari - 20 februari, weggestemd         |

## Tweede seizoen
De eerste serie van de Bus werd nog in hetzelfde jaar 2000 opgevolgd door een tweede. Hiervoor ging SBS6 een coproductie aan met de Vlaamse zender VT4. Behalve zes Nederlandse kandidaten deden er daarom ook zes Belgen mee aan het programma. De Nederlandse presentatie was dit keer in handen van Ton van Royen en de Vlaamse versie werd gedaan door Inge Moerenhout. Ad Rombouts was opnieuw de chauffeur. De passagiers kregen veel minder contact met de buitenwereld dan in het voorgaande seizoen. Bovendien bepaalden de passagiers niet meer wie de bus moest verlaten, maar de kijkers. Het tweede seizoen duurde van 4 september 2000 tot 1 januari 2001, gelijktijdig en concurrerend met de tweede versie van Big Brother. Volgens de volgers was dit echter een veel boeiender serie, omdat een aantal deelnemers bedrog en achterbakse streken in de strijd gooiden om de finale te bereiken. Koen werd berucht om zijn geheime boodschappen ("het hagelslagmysterie") en had seks met de naïeve Mariska. Nancy kreeg een waarschuwing nadat zij begon te vechten met Koen. De kijkcijfers waren echter onvoldoende om nog een derde serie te rechtvaardigen. De Vlaamse zender VT4 besloot zelfs halverwege de uitzending van de liveshow op maandag aldaar te schrappen. In de finale in een Hilversumse televisiestudio moest Sandra als eerste uitstappen. Zoe veroverde de derde plaats, en de eindstrijd ging tussen Hans en Koen. Hans won met 55% van de publieksstemmen.

### Deelnemers tweede seizoen
| Deelnemer        | Beroep            | Duur verblijf                                     |
| ---------------- | ----------------- | ------------------------------------------------- |
| Hans Kreeft      | (onbekend)        | 4 september - 1 januari, winnaar fl 600.000       |
| Koen Steegmans   | basisschoolleraar | 4 september - 1 januari, finalist, 2e             |
| Zoë Baker        | (onbekend)        | 4 september - 1 januari, finalist, 3e             |
| Sandra Theys     | (onbekend)        | 4 september - 1 januari, finalist, 4e             |
| Bart Cobus       | (onbekend)        | 4 september - 26 december, weggestemd             |
| Mariska Dijk     | zangeres          | 4 september - 11 december, weggestemd             |
| Nancy Zago       | naaktmodel        | 16 oktober - 27 november, weggestemd              |
| Aminata          | (onbekend)        | 4 september - 13 november, weggestemd             |
| Richard da Costa | entertainer       | 4 september - 30 oktober, weggestemd              |
| Audrey K         | (onbekend)        | 21 september - 16 oktober, weggestemd             |
| Ruth             | (onbekend)        | 4 september - 3 oktober, weggestemd               |
| Paulus Hielegems | (onbekend)        | 4 september - 3 oktober, vrijwillig vertrokken    |
| Katty            | (onbekend)        | 4 september - 18 september, weggestemd            |
| Diana            | (onbekend)        | 4 september - 11 september, vrijwillig vertrokken |

## BUSetas
In de zomer van 2001 werd de bus van De Bus gebruikt voor een spin-off van het programma: BUSetas. In BUSetas werd een groep jongeren gevolgd die in Spanje zonder geld op vakantie ging. Door middel van eenvoudige baantjes moesten ze iedere dag geld verdienen. De titel van het programma wordt gevormd door samentrekking van de woorden 'bus' en 'peseta's', de toenmalige munteenheid van Spanje. Het programma werd uitgezonden door V8.